# Surrounded by Freaks
Surrounded by Freaks – pierwszy i jak na razie jedyny album rapcore'owego zespołu Tribal Ink. Płyta została wydana w 2003 roku, a później w roku 2007.

## Historia płyty
Gdy singiel To My Face nie sprzedawał się najlepiej, Tribal Ink postanowił wydać cały album. Stał się popularny w 2007 roku, gdy pomylono go z nowym albumem zespołu Linkin Park - Minutes to Midnight. W większości plików P2P, piosenki zespołu Tribal Ink były fałszywymi nazwami piosenek z Minutes to Midnight (na P2P często nazywane były "Minutes to Midnight Advance / Advace XXL"). Na przykład, piosenka "Refugge" została podpisana tytułem utworu "What I've Done", a piosenka "I'm Free" zamieniona z "The Little Things Give You Away". Innym przykładem jest piosenka "Right Behind You", która jest mylona z fałszywą piosenką o tytule "In This World" lub "Shadow of the Day".

## Lista utworów
| #   | Tytuł                     | Długość |
| --- | ------------------------- | ------- |
| 1.  | "Tribalistic Cuts"        | 4:19    |
| 2.  | "To My Face"              | 3:29    |
| 3.  | "Don't You Push Me"       | 3:18    |
| 4.  | "Refugee"                 | 3:13    |
| 5.  | "California Love"         | 3:29    |
| 6.  | "Right Behind You"        | 3:24    |
| 7.  | "I'm Free"                | 3:00    |
| 8.  | "I Try So Hard"           | 3:24    |
| 9.  | "Pick Me Up"              | 3:47    |
| 10. | "I'm A Liar (Believe Me)" | 3:43    |
| 11. | "Try To Be Me"            | 2:37    |
| 12. | "Living On A Lie"         | 3:41    |